# Лоско, Ира
Ира Лоско (англ. Ira Losco; 31 июля 1981) — мальтийская певица. Представительница Мальты на конкурсе песни Евровидении 2002 и Евровидении 2016.

## Биография

### Первые годы и начало карьеры
Ира Лоско родилась 31 июля 1981 года в Слиме. Уже с детства Ира заинтересовалась музыкой, выступая на различных мероприятиях школ, в которых училась. С 1997 по 2002 она выступает в составе группы «Tiara», который в 2001 году выпустил свой единственный альбом «Hi-Infidelity». С 1999 года Ира начинает свою сольную карьеру. Уже в этом году она получает награду как самый многообещающий артист Мальты.
В 2000 году певица принимает участие в мальтийском отборе на Евровидение 2000 с песней «Shine» и «Falling in Love», которые достигают шестого и седьмого места соответственно.
В следующем году Ира исполнит на национальном отборе Мальты уже четыре песни: «we’ll Ride the Wind» (11 место), «Deep Inside My Heart» (8 место), «don’T Give Up» (4 место) и «Spellbound» (2 место). В июне этого года она поёт свою песню «Spellbound» на международном фестивале в Сербии и занимает 10 место среди 43 участников. На Евровидении 2016 стало известно, что певица беременна. 26 августа Ира родила сына, которого назвали Гарри. Певица сообщила об этом в Instagram.

### Евровидение 2002
В 2002 году Лоско наконец одерживает победу на отборе Мальты с песней «Seventh Wonder» и едет представлять свою страну на песенном конкурсе Евровидение 2002 в Таллин. На Евровидении Ира занимает второе место — это лучший результат Мальты за всю историю участия этой страны на Евровидении (только Кьяра Сиракуса смогла повторить этот успех, заняв в 2005 году также второе место). Для победы Ире не хватало лишь двенадцати баллов.

### 2003—2014 годы
В 2003 году певица исполнила песню «Reaching Higher», которая стала гимном Игр малых государств Европы 2003 года. В 2004 году Ира выпустила свой первый альбом «Someone Else», который получил международный успех. В 2005 году она выпустила свой второй альбом «Accident Prone», а в 2008 — третий «Fortune Teller». Последний на текущий момент студийный альбом певицы, «The Fire», был выпущен в 2014 году и стал самым финансово успешным за всю её карьеру. «The Fire» получил множество международных наград и долгое время лидировал в мальтийском сегменте iTunes.

### Евровидение 2016
В 2016 году Лоско снова участвует на национальном отборе Мальты на Евровидение. В полуфинале она исполняет две песни: «Chameleon» и «that’s Why I Love You», но только первая смогла пройти в финал. В финале национального отбора, который состоялся 23 января 2016 года, Ира Лоско побеждает с песней «Chameleon», что предоставляет ей право вновь представлять Мальту на Евровидении 2016 в Стокгольме. В интервью после победы певица сказала, что, возможно, её конкурсная песня будет заменена на другую.